# Монталдо (Бјела)
Монталдо је насеље у Италији у округу Бијела, региону Пијемонт.
Према процени из 2011. у насељу је живело 111 становника. Насеље се налази на надморској висини од 572 м.